# Markfruchtbaum

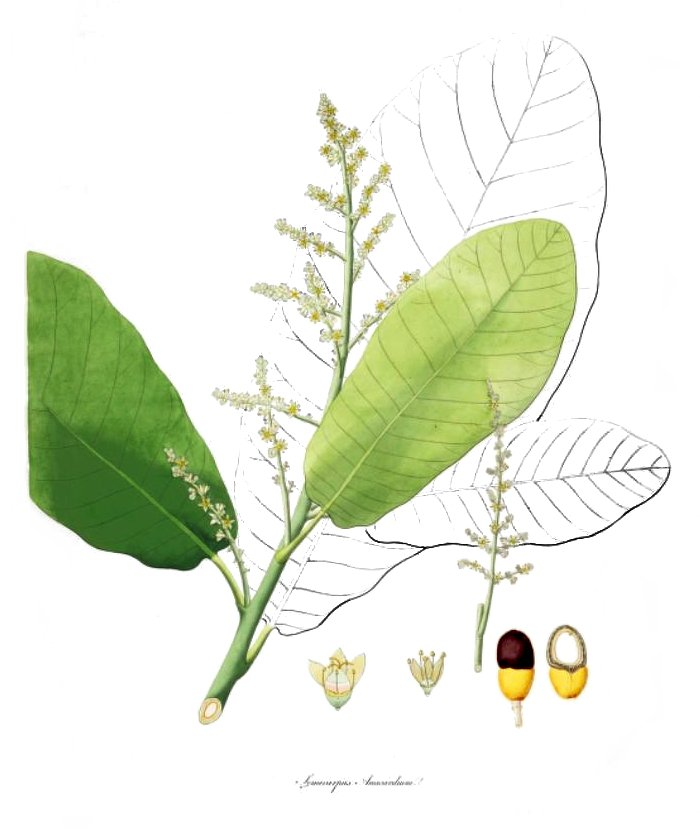
Illustration

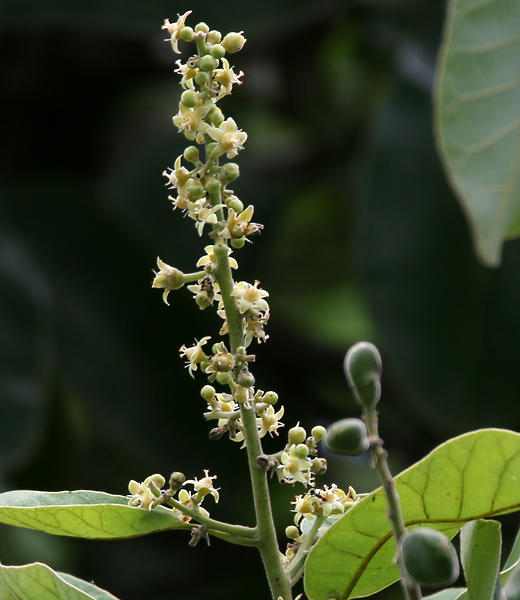
Blütenstand

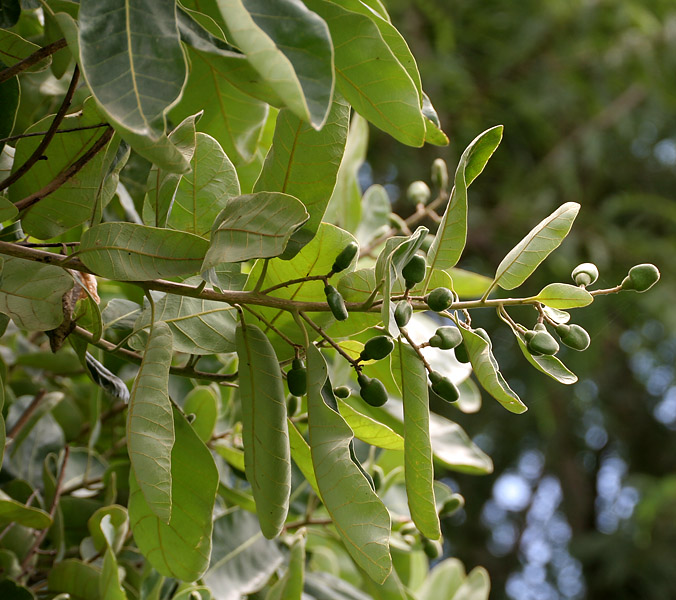
Zweig mit Laubblättern und jungen Früchten

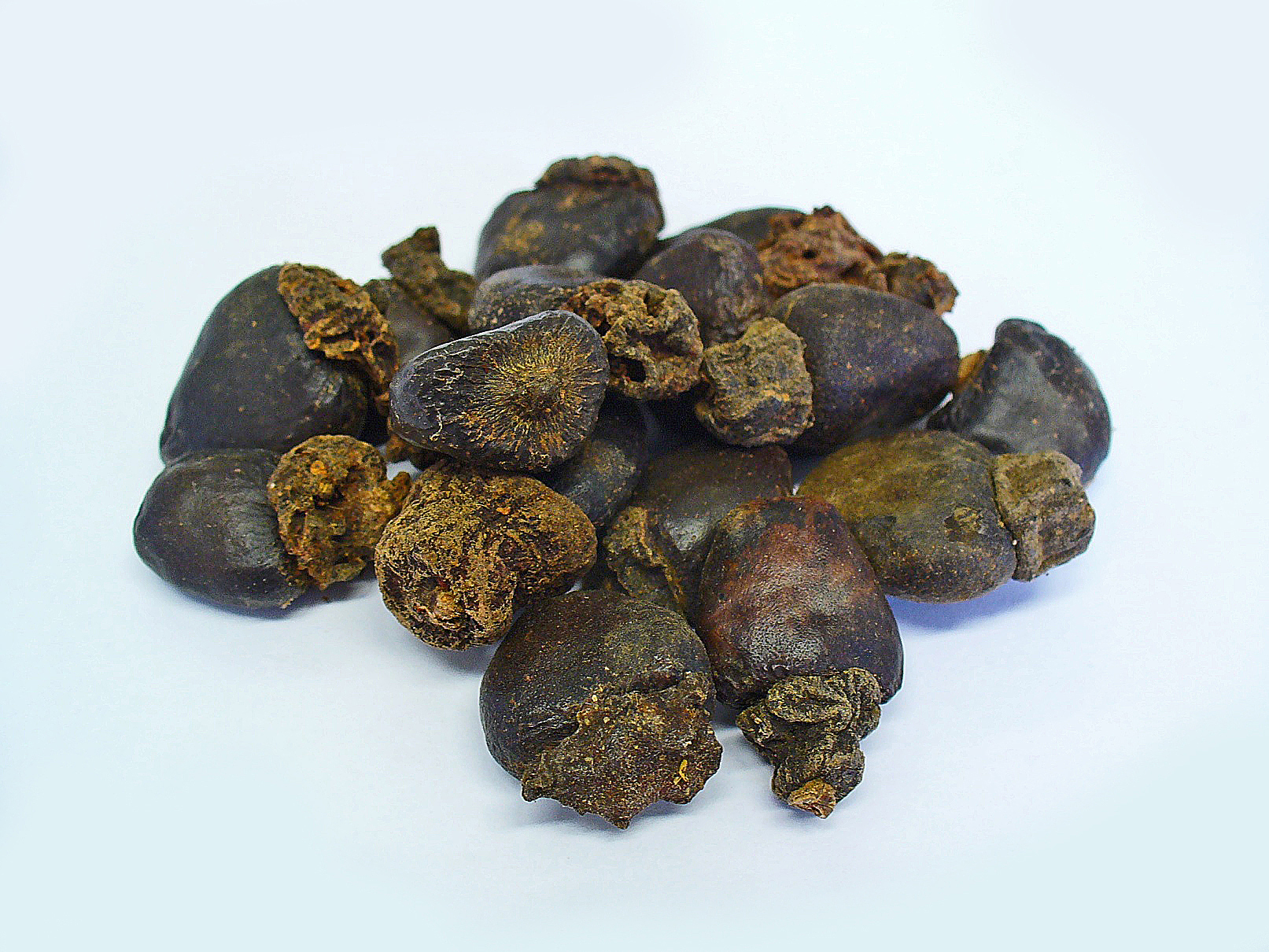
Getrocknete Früchte

Der Markfruchtbaum (Semecarpus anacardium, Synonym: Anacardium orientale auct. ex Steud.), auch Ostindischer Tintenbaum, Ostindischer Elefantenlausbaum, Ostindischer Merkfruchtbaum oder Malakkanussbaum (englisch: Marking Nut Tree oder Kidney Bean of Malacca, in Indien Bibwa, Bibba, Bhilawa) genannt, ist eine Pflanzenart aus der Familie der Sumachgewächse (Anacardiaceae). Sie ist in Südostasien beheimatet.

## Beschreibung

### Erscheinungsbild und Laubblatt
Der Markfruchtbaum ist ein mittelgroßer bis großer, laubabwerfender Baum der Wuchshöhen von 15 bis zu 25 Metern erreicht. Die braun-graue, gröbere Borke blättert in kleinen, unregelmäßigen Stücken ab. Der Baum führt ein Gummi oder Harz.
Die wechselständig an den Zweigen angeordneten, einfachen Laubblätter sind kurz gestielt. Der Blattstiel ist etwa 2,5–5 Zentimeter lang. Die ledrigen, ganzrandigen Blattspreiten sind bei einer Länge von 20 bis 60 Zentimeter verkehrt-eiförmig mit einem gerundeten oberen Ende. Die dunkelgrüne Blattoberseite ist kahl und die Blattunterseite ist mehr oder weniger flaumig behaart und blassgrün. Es sind 15 bis 25 Paare von Hauptnerven vorhanden.

### Blütenstand und Blüte
In mehr oder weniger flaumig behaarten, rispigen Blütenständen stehen die kurz gestielten Blüten in Bündeln zusammen. Die fünfzähligen Blüten mit doppelter Blütenhülle sind grünlich-weiß oder grünlich-gelb. Sie sind entweder männlich oder zwittrig. Es sind fünf freie Staubblätter vorhanden. Bei den zwittrigen Blüten sind drei Fruchtblätter zu einem oberständigen bis halbunterständigen, einkammerigen und behaarten Fruchtknoten mit drei kurzen Griffeln verwachsen. Bei den männlichen Blüten ist ein behaarter Pistillode vorhanden. Es ist jeweils ein Diskus vorhanden.

### Frucht und Samen
Die schwarzbraunen, abgeflacht-eiförmigen, ledrigen und einsamigen, glatten Steinfrüchte sind etwa 25 Millimeter lang und haben eine Breite von bis zu 20–25 Millimeter. Sie sitzen auf einem fleischig ausgewachsenen, orange-gelben und becherförmigen Fruchtstiel (Hypocarp; wie bei der Cashew), der essbar ist und eine Scheinfrucht bildet. Im Mesokarp der später harten, giftigen Fruchtschale befindet sich ein schwarzwerdendes, bitteres, ätzendes Öl (englisch: Bhilawan oil), das an der frischen Luft harzig eintrocknet.
Die Steinfrucht wird auch Merknuss genannt. Die Droge heißt „Fructus Anacardii orientalis“ (ohne Fruchtstiel), andere verwendete Namen für die Früchte sind: Anacardium, Elefantenlaus, Malakkanuss, Malacca-Bohnen, Acajounuss, Ostindische Elefantenlaus, Ostindische Herzfrucht, Anakardien-Herznuss und Nuss des Tintenbaumes sowie Semen anacardii orientalis bzw. gemäß Gilg Fructus anacardii orientialis und Anacardia orientalia.

## Vorkommen
Der Markfruchtbaum ist im Osten von Indien beheimatet. Er wächst in trockenen, bewaldeten Bergregionen. In Südasien und anderen tropischen Ländern (z. B. Australien) ist dieser Ostindische Tintenbaum gelegentlich kultiviert.

## Sprachliches
Die Frucht des Markfruchtbaums wird auch Elefantenlaus (mittelhochdeutsch elephantenluß; lateinisch früher auch  Anacardus) genannt.
Anacardium orientale ist wie folgt zusammengesetzt: Anacardium (die alte lateinische Bezeichnung der „Elefantenlaus“) ist vom Griechischen ana („nach oben“ oder „ohne“) und kardia (Herz) abgeleitet. „Nach oben“ oder „ohne“ kennzeichnet das Herauswachsen der Marknuss aus der Fruchtschale; orientale bezieht sich auf die östliche, asiatische Heimat dieses Baumes. Der Name Semecarpus setzt sich aus den Worten séma (kennzeichnen) und karpós (Frucht) zusammen.

## Verwendung

### Wichtige Inhaltsstoffe und Wirkung
Wichtige Inhaltsstoffe des Markfruchtbaums sind Anacardsäure, Anacardöl, Phenolcarbonsäuren sowie Gerbstoffe. Anacardsäure und Anacardöl können im ganzen Baum verteilt oder konzentriert in bestimmten Bereichen vorkommen. Ein Kontakt mit dem ätzenden Öl der Fruchtschale kann innerhalb von 24 Stunden auf der Haut Juckreiz und einen Ausschlag mit großer Blasenbildung (entspricht etwa Verbrennungen des II. Grades) verursachen. Die Dermatitis kann sich dabei über den ganzen Körper ausbreiten. Bei oraler Aufnahme dieser Substanz können heftige Magen-Darm-Entzündungen, Respirationsstörungen sowie motorische Lähmungen auftreten.
In der Homöopathie wird Anacardium orientale (Kurzform: Anac) verwendet. Das Mittel wird aus den reifen, getrockneten Früchten (z. B. von DHU) aus dem Öl aus dem Mesokarp hergestellt. Es wird Menschen bei geistig-seelischen Störungen (Willenskonflikte, mangelndes Selbstwertgefühl, emotionale Härte, Grausamkeit) sowie bei bestimmten körperlichen Beschwerden (Gastritis, Ulcus duodeni, Hämorrhoiden) verabreicht.
Die Kerne sind essbar, wie auch die fleischigen Fruchtstiele.
Auch aus den Samenkernen kann ein Öl erhalten werden (Anacardienöl).

### Kulturgeschichte
Die Araber behandelten mit den öligen, schwarzen Saft des Fruchtfleischs geistige Erkrankungen, Gedächtnisverlust, Lähmungen sowie Krämpfe. Die Hindus benutzen den scharf ätzenden Malakkanussbalsam für diverse Arten von Hautbeschwerden, wie zum Beispiel zum Ausätzen von Warzen, als blasenziehendes Mittel bei Hühneraugen, zum Wegbeizen von Muttermalen oder zur Säuberung von Beingeschwüren und Ähnlichem. Die Araber nannten die Frucht »Balador«.

### Weitere Verwendungsformen
Die „Tinte“ (Bhilawan oil + Kreide) wird zur Herstellung von Stempelfarben verwendet. Außerdem werden in indischen Wäschereien mit dieser unauslöschlichen Tinte manchmal Wäschestücke markiert. Der Kontakt eines solchen markierten Kleiderstückes kann bei empfindlichen Personen, trotz mehrmaligem Waschen der Kleidung, einen Hautausschlag hervorrufen. Darauf ist auch der volkstümliche Name „Tintenbaum“ zurückzuführen. Das „Bhilawan oil“ wird auch in Indien zur Termitenabwehr genutzt.

## Verwechslungsgefahr
Der Name Anacardium orientale sollte nicht mit dem Artnamen Anacardium occidentale verwechselt werden. Anacardium occidentale, der Kaschubaum, ist ein aus Amerika stammender Obstbaum, der die weltweit verzehrten Kaschunüsse trägt, der aber auch zur Familie der Sumachgewächse (Anacardiaceae) zählt, wie übrigens auch der Mangobaum.